# IPadOS 14
iPadOS 14는 애플이 자사의 아이패드 계열의 태블릿 컴퓨터용으로 개발한 iPadOS 모바일 운영 체제의 두 번째 주요 릴리스이다. 자사의 2020년 애플 세계 개발자 회의(WWDC)에서 해당 기기들에 대한 iPadOS 13의 후속 운영 체제로 발표되었으며 2020년 가을에 정식출시되었다.

## 지원 기기
iPadOS 13을 지원하는 모든 기기들은 iPadOS 14 또한 지원한다. 지원 장치는 다음을 포함한다:
- 아이패드 에어 2
- 아이패드 에어 (3세대)
- 아이패드 에어 (4세대)
- 아이패드 (5세대)
- 아이패드 (6세대)
- 아이패드 (7세대)
- 아이패드 (8세대)
- 아이패드 미니 4
- 아이패드 미니 (5세대)
- 아이패드 프로 (모든 모델)

## 역사

### 업데이트
| 버전   | 빌드        | 출시일           |
| ------ | ----------- | ---------------- |
| 14.0   | 18A373      | 2020년 9월 16일  |
| 14.0.1 | 18A393      | 2020년 9월 24일  |
| 14.1   | 18A8395     | 2020년 10월 20일 |
| 14.2   | 18B92       | 2020년 11월 5일  |
| 14.3   | 18C66       | 2020년 12월 14일 |
| 14.4   | 18D52       | 2021년 1월 26일  |
| 14.4.1 | 18D61       | 2021년 3월 8일   |
| 14.4.2 | 18D70       | 2021년 3월 26일  |
| 14.5   | 18E199      | 2021년 4월 26일  |
| 14.5.1 | 18E212      | 2021년 5월 3일   |
| 14.6   | 18F72       | 2021년 5월 24일  |
| 14.7   | 18G69 18G70 | 2021년 7월 21일  |
| 14.7.1 | 18G82       | 2021년 7월 26일  |

범례:   과거   현재   베타
1. ↑  아이패드 (8세대) (Wi-Fi + 전화) 및 아이패드 에어 (4세대) (Wi-Fi + 전화) 전용

## 기능

### 새롭게 설계된 홈 화면 페이지
홈 화면 페이지의 위젯이 새로 설계되어며 다양한 크기로 설정할 수 있다. 또한 홈 화면 페이지를 숨길 수 있다.

#### 스마트 스택
여러 위젯을 겹쳐서 놓을 수 있다.

#### 앱 보관함
홈 화면 페이지의 끝에 앱 보관함이 추가되어 사용자의 모든 앱을 자동으로 정리한다.

### 콤팩트한 디자인

#### Siri
Siri를 실행하면 화면 전체를 가리지 않고 화면 하단에 작게 표시되어 이전에 하던 작업을 계속할 수 있다.

#### 수신 전화
전화가 걸려오면 화면 전체를 가리지 않고 화면 상단에 바 형식으로 표시되어 이전에 하던 작업을 계속할 수 있다.

### App Clips
앱을 설치하지 않고도 10mb크기의 App Clips를 다운받아 필요한 서비스를 상황에 따라 빠르게 이용할 수 있다.

### 메시지 앱

#### 상단 고정 기능
자주 대화하는 상대를 메시지 앱 상단에 고정할 수 있다.

#### 미모티콘 추가
새로운 미모티콘이 추가되었다. 새로 제공되는 옵션에는 추가적인 헤어스타일, 모자, 마스크 등이 있다.

### 지도 앱

#### 자전거용 길찾기
오르막길, 거리의 혼잡도 및 경로 내 계단 존재 여부를 고려하여 길을 추천해준다.

#### 전기차 경로
차량의 충전 정도 및 충전기 유형을 토대로 전기차 충전소가 포함된 경로로 길을 찾아주는 기능이 추가되었다.

### 개인정보 보호

#### 위치 공유
사용자의 정확한 위치 대신에 대략적인 위치를 공유하는 옵션을 선택할 수 있다.

#### 마이크 및 카메라
마이크와 카메라를 사용하는 중이라면 화면 상단 우측에 점으로 표시가 되어 카메라와 마이크를 사용하는 데 있어 투명성이 높아졌다.

#### Apple로 로그인
개발자들이 자신의 앱의 사용자들의 계정을 Apple로 로그인으로 연결하는 옵션을 제공할 수 있다.

#### 추적에 대한 동의
2021년 초부터 모든 앱은 추적에 앞서 사용자의 동의를 얻게 될 예정이다.

### 에어팟

#### 자동 기기 전환
자동 기기 전환을 통해 에어팟 또는 에어팟 프로를 사용할 때 아이폰, 아이패드, 맥을 사용할 때 오디오가 자연스럽게 전환된다.